# Джонсон, Принц
Принц Джонсон (англ. Prince Yormie Johnson; 6 июля 1952 — 28 ноября 2024) — либерийский политик, сенатор от графства Нимба. Командир повстанцев, Джонсон сыграл видную роль в Первой Гражданской войны в Либерии, известный, в частности, захватом, пытками и убийством Президента Либерии Сэмюэля Доу, который и сам прежде свергнул и убил предыдущего Президента, Уильяма Толберта-младшего.

## Ранняя жизнь
Джонсон родился в Тапету, графство Нимба, в Центрально-Восточной внутренней части страны, и был воспитан дядей в столице Монровии. В 1971 году, живя в Монровии, он присоединился к Либерийской Национальной гвардии (СПГ), которая затем была преобразована в Вооружённые силы Либерии (ВСЛ) после свержения Сэмюэлем Доу в 1980 году президента Уильяма Толберта.
Он дослужился до звания лейтенанта, прошёл военную подготовку в Либерии и США, в военной полиции Южной Каролины. Суровый и педантичный, он служил флигель-адъютантом генерала Томаса Куионкпы, командующего Вооружёнными силами Либерии, и сопровождал его в изгнание в 1983 году, после того, как Куионкпу обвинили в подготовке государственного переворота против Доу.

## Гражданская война в Либерии, Принс Джонсон — полевой командир
Позже Джонсон объединился с Чарльзом Тейлором в рамках Национального патриотического фронта Либерии (НПФЛ), выступая в качестве руководителя по подготовке НПФЛ. Формирования Тейлора пересекли границу с Кот-д’Ивуаром и начали операцию в Либерии в канун Рождества, 1989 года.

### Похищение и убийство Доу
9 сентября 1990 года сторонники Джонсона похитили президента С. Доу из штаб-квартиры ECOMOG в Монровии и подвергли мучительной казни. Для демонстрации отсутствия его магической защиты перед смертью ему сначала сломали руки, затем кастрировали, отрезали ухо и заставили его съесть, а потом убили, причём при этом велась видеосъёмка, которая разошлось по всему миру. На записи показано, как Джонсон потягивает пиво Budweiser, и как его люди отрезают ухо Доу.

### Возврат и государственные должности
В 2007 году Джонсон получил пост сенатора в правительстве Эллен Джонсон-Серлиф — первой женщины-президента в Африке, а в 2011 году неудачно баллотировался на пост президента страны, получив всего около 12 % голосов.

## Смерть
Джонсон умер в больнице в Пейнсвилле, штат Монтсеррадо, 28 ноября 2024 года в возрасте 72 лет.